# LNWR Kohlenwagen 65
Die LNWR Kohlenwagen 65 waren offene Güterwagen nach Musterblatt 65. Sie wurden 1902 in den bahneigenen Werkstätten der britischen London and North Western Railway (LNWR) in Crewe gebaut.

## Geschichte
1902 entstanden 62 zweiachsige Güterwagen, die für den Kohlentransport von der Kohlengrube zu den verschiedenen Lokomotivdepots eingesetzt wurden.
Im Gegensatz zu den früheren Baureihen nach Musterblatt 64 bis 64d waren diese Wagen erstmals komplett aus Stahl gefertigt. Die Untergestelle waren aus Profilstahl und der Aufbau aus verzinktem Stahlblech. Durch diese neue Bauweise konnte das Verhältnis von Eigen- und Ladegewicht deutlich verbessert werden. Konnte ein Wagen aus Holz mit einem Eigengewicht von 8 t mit nur 6 t beladen werden, so betrug die Nutzlast bei der Stahlbauweise das 2,48-fache des Eigengewichts.
Einige Exemplare kamen 1923 beim Grouping zur London, Midland and Scottish Railway (LMS). Mindestens ein Wagen war 1936 noch im Einsatz.

## Beschriftung
Die Wagen waren dunkelgrau lackiert und anfangs lediglich mit der Aufschrift „LOCO“ und zwei liegenden weißen Rauten links und rechts davon auf jeder Wagenseite gekennzeichnet. Die Rauten als Symbol wurden von der Grand Junction Railway übernommen, die 1846 in der LNWR aufging. Zusätzlich war am Längsträger ein Schild aus Gusseisen mit den Buchstaben „L.N.W.“ und der Nummer des Wagens angebracht. Nach 1908 wurden sie zusätzlich mit relativ großen Initialen „L N W R“ beschriftet.